# Raionul Asparuhovo (Varna)
Raionul „Asparuhovo“ constituie o parte componentă a orașului Varna, creată de către Adunarea Națională a Bulgariei prin Legea privind diviziunea teritorială a municipiului Sofia și orașele mari.
Acesta este situat în partea de sud a orașului Varna și acoperă două cartiere - Asparuhovo și Galata. Administrația raională se află în cartierul Asparuhovo, iar biroul tehnic raional se află în cartierul Galata.
Zona are aproximativ 27.000 de locuitori. Pe teritoriul raionului se află un spital de oncologie, un dispensar, birouri bancare, două biserici și trei capele, centre comunitare, birou de taxe, secție de poliție, secție de pompieri, birou de asistență socială și șapte școli, patru grădinițe și două pepiniere.

## Legăturiexterne
- Site-ul oficial al raionului Asparuhovo
- Harta interactivă a raionului Asparuhovo și galeria de imagini Arhivat în 15 septembrie 2017, la Wayback Machine.